# الساد (أبو ظبي)
الساد منطقة إماراتية تتبع مدينة العين التابعة لإمارة أبوظبي في الإمارات العربية المتحدة.

## نبذة عامة
يبلغ عدد سكان المنطقة 2200 نسمة. قام مجلس أبوظبي للتخطيط العمراني بتدشين المخطط الرئيسي لمشروع الساد السكني في مدينة العين عام 2015. يقع مشروع الساد السكني الجديد بين حيين سكنيين قائمين في منطقة رملة الساد، يشمل المشروع مركز طبي ومركز مجتمعي. ساهم المشروع في توفير مساكن لحوالي 3130 نسمة إضافة إلى عدد السكان الحالي في المنطقة والذي يبلغ 2200 نسمة. تشتمل المرافق المجتمعية في مجتمع الساد السكني على مدرستين، وثلاثة محلات للتجزئة، ومركز صحي، ومساجد، ومركز مجتمعي، و14 متنزهاً.